# Jade Tailor
Jade Tailor, född 12 augusti 1985 i Hollywood, Kalifornien, är en amerikansk skådespelare. Hon är dotter till skådespelaren Sally Pansing. Tailor har spelat i ett flertal indiefilmer och haft biroller i serier som True Blood och Aquarius. Sedan 2015 spelar hon en återkommande roll i Syfy:s TV-serie The Magicians.

## Filmografi

### Film
| År   | Titel                                             | Roll           | Noteringar       |
| ---- | ------------------------------------------------- | -------------- | ---------------- |
| 2007 | A Perfect Day                                     | Angel / Sister | Kortfilm         |
| 2007 | Rex Buster                                        | Jennifer       | Kortfilm         |
| 2007 | You're So Dead                                    | Nicole         |                  |
| 2008 | The Chronicles of Curtis Tucker: Letting Go       | Angel          | Kortfilm         |
| 2008 | The Chronicles of Curtis Tucker: There Was a Girl | Angel          | Kortfilm         |
| 2008 | Dark Reel                                         | Laura          | Okrediterad roll |
| 2009 | It's a Long Ride Home                             | Kristine       | Kortfilm         |
| 2010 | The Third Rule                                    | Boa            | Kortfilm         |
| 2010 | In My Sleep                                       | Babysitter     |                  |
| 2011 | Karma                                             | Padma          |                  |
| 2011 | Losing Control                                    | Gypsy LaRue    |                  |
| 2012 | Wedding Day                                       | Jasmine        |                  |
| 2012 | And Let God Do the Rest                           | Megan Cease    | Kortfilm         |
| 2013 | Don't Pass Me By                                  | Dee Williams   |                  |
| 2014 | Cam2Cam                                           | Lucy           |                  |
| 2015 | Heaven's Renegade Angel                           | Tim Tam        | Kortfilm         |
| 2016 | Wild for the Night                                | Ivy            |                  |
| 2017 | Higher Power                                      | Higher Power   |                  |
| 2017 | Juke Box Hero                                     | Kiva           |                  |

### TV
| År          | Titel               | Roll                              | Noteringar |
| ----------- | ------------------- | --------------------------------- | ---------- |
| 2007        | The Getaway         | Angie                             | 1 avsnitt  |
| 2010        | True Blood          | Anne                              | 1 avsnitt  |
| 2012        | The Invisible Bum   | Alice Kinkade / Dr. Alice KInkade | 2 avsnitt  |
| 2013        | Vegas               | Crystal Le Croix                  | 1 avsnitt  |
| 2015        | Raymond & Lane      | Jade                              | 2 avsnitt  |
| 2015        | Aquarius            | Rachel                            | 2 avsnitt  |
| 2015        | Murder in the First | Alyssa                            | 5 avsnitt  |
| 2015 - 2017 | The Magicians       | Kady Orloff-Diaz                  | 14 avsnitt |